# Daniel Licht

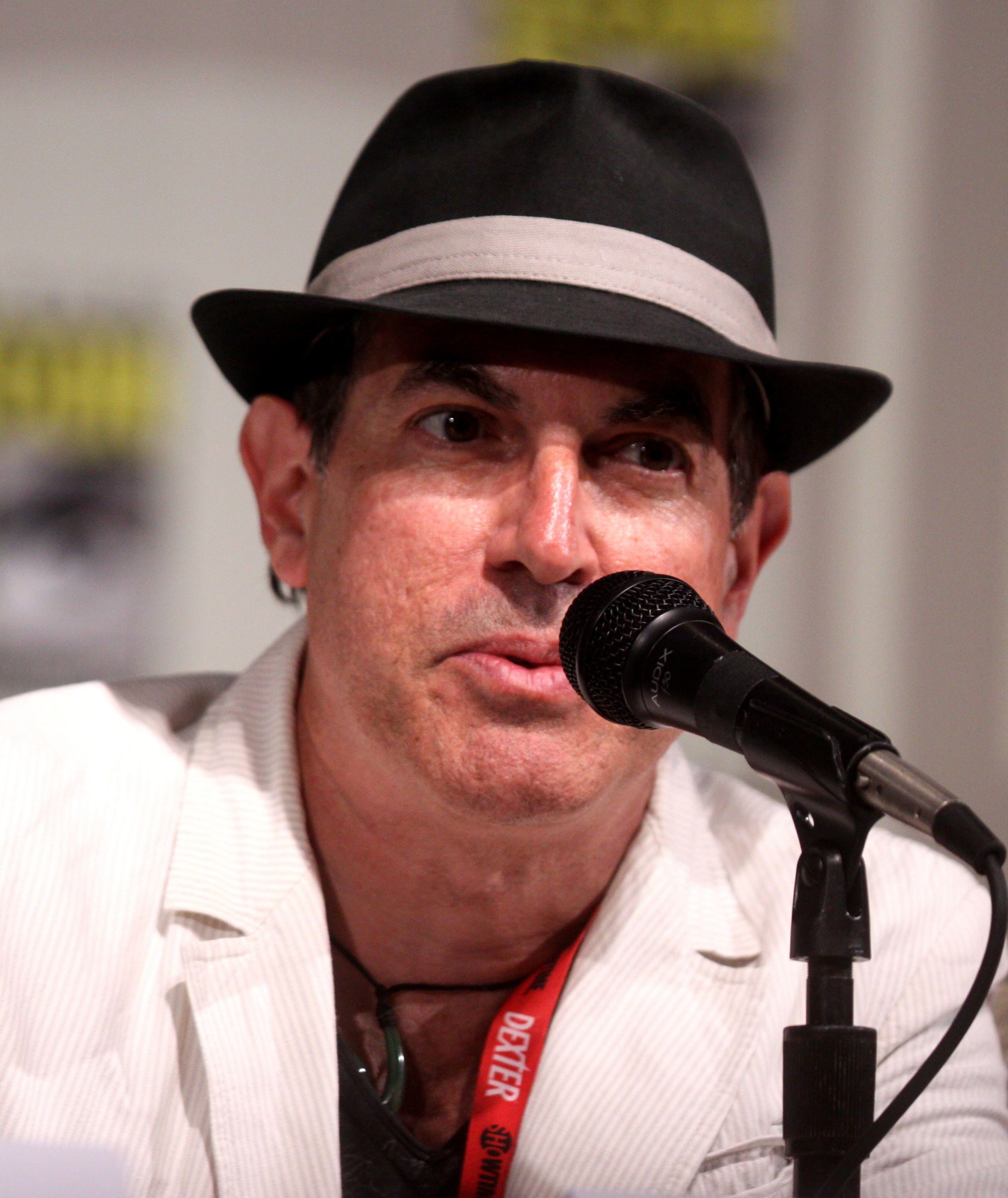
Daniel Licht (2011)

Daniel James Licht (* März 1957 in Detroit, Michigan; † 2. August 2017) war ein US-amerikanischer Komponist, der insbesondere durch seine Filmkomposition zur Fernsehserie Dexter Bekanntheit erlangte.

## Leben
Nachdem Licht am Hampshire College in Massachusetts 1974 sein Studium in Komposition von Jazz und Weltmusik abgeschlossen hatte, zog er nach New York, wo er versuchte, sich in der kreativen Szene der Lower East Side durchzusetzen. Er etablierte sich schnell und spielte nicht nur mit Jazz-Musikern wie Don Cherry, Jaki Byard oder Dave Amram, er nutzte New York auch, um als Komponist für Theateraufführungen und Tanzensembles durch Länder wie Deutschland, Holland, Japan und Indonesien zu reisen, wo er jeweils die dortige traditionelle Musik studierte. Nachdem Licht bereits die Musik für einige Werbespots komponiert hatte, war es sein ehemaliger Klassenkamerad Christopher Young, der ihn darauf ansprach, doch für den Horrorfilm Children of the Night die Filmmusik zu komponieren.
Seitdem war Licht hauptsächlich für Thriller, Action- und Horrorfilme aus dem B-Filmbereich wie Kinder des Zorns 2 – Tödliche Ernte, Hellraiser IV – Bloodline, Thinner – Der Fluch und Quatermain und der Schatz des König Salomon als Filmkomponist tätig. Größere Bekanntheit erlangte er allerdings erst durch seine Mitwirkung an der Krimiserie Dexter und zuletzt an der Fernsehserie Body of Proof. Licht bekam am 28. Januar 2012 den Preis als Komponist des Jahres im Rahmen der dritten Russian Horror Film Awards in Moskau.
Licht starb an den Folgen einer Krebserkrankung am 2. August 2017. Er hinterließ seine Frau und einen gemeinsamen Sohn.

## Filmografie (Auswahl)

### Filme
- 1991: Children of the Night
- 1992: The Thing – Gene außer Kontrolle (Severed Ties)
- 1992: Amityville – Face of Terror (Amityville 1992: It’s About Time)
- 1993: Amityville – A New Generation
- 1993: C2 – Killerinsekt (Ticks)
- 1993: Kinder des Zorns 2 – Tödliche Ernte (Children of the Corn II: The Final Sacrifice)
- 1993: Rosen sind tot (Acting on Impulse)
- 1994: The Hard Truth – Gnadenlose Enthüllung (The Hard Truth)
- 1995: Kinder des Zorns III (Children of the Corn III)
- 1996: Bad Moon
- 1996: Heiße Nächte in Las Vegas (The Winner)
- 1996: Hellraiser IV – Bloodline
- 1996: Thinner – Der Fluch (Thinner)
- 1997: Gnadenschuß im Flammenmeer (Woman Undone)
- 1998: Der lange Weg zur Wahrheit (The Patron Saint of Liars)
- 1998: Durst – Die Epidemie (Thirst)
- 1998: Geklonte Zukunft (Brave New World)
- 1998: Marabunta – Killerameisen greifen an (Legion of Fire: Killer Ants!)
- 1998: Permanent Midnight – Voll auf Droge (Permanent Midnight)
- 1999: Die Rückkehr der vergessenen Freunde (Don’t Look Under the Bed)
- 2000: Stumme Schreie im See (Cabin by the Lake)
- 2001: Ring of Fire (Cowboy Up)
- 2002: Video Voyeur – Verbotene Blicke (Video Voyeur: The Susan Wilson Story)
- 2004: Quatermain und der Schatz des König Salomon (King Solomon’s Mines)
- 2008: Gym Teacher: The Movie
- 2010: Beneath the Dark

### Fernsehserien
- 2005–2006: Jake in Progress (12 Episoden)
- 2005–2006: Kitchen Confidential (8 Episoden)
- 2006–2013: Dexter
- 2008: Cashmere Mafia (4 Episoden)
- 2011–2013: Body of Proof
- 2014: The Red Road

### Videospiele
- 2012: Silent Hill: Downpour
- 2012: Silent Hill: Book of Memories
- 2012: Dishonored: Die Maske des Zorns
- 2016: Dishonored 2: Das Vermächtnis der Maske
- 2017: Dishonored: Der Tod des Outsiders